# بنای شماره ۱۳ (ساختمان ریاست)
بنای شماره ۱۳ (ساختمان ریاست) مربوط به دوره قاجار است و در شهرستان آستانه اشرفیه، بخش کیاشهر، شهر کیاشهر، بندر کیاشهر، خیابان امام خمینی واقع شده و این اثر در تاریخ ۷ اسفند ۱۳۸۶ با شمارهٔ ثبت ۲۱۵۵۱ به‌عنوان یکی از آثار ملی ایران به ثبت رسیده است.